# Ca Joan del Molí
Ca Joan del Molí és un edifici del municipi d'Alcover (Alt Camp) que forma part de l'Inventari del Patrimoni Arquitectònic de Catalunya.

## Descripció
L'edifici està situat al carrer de Sant Ramon. És una casa entre mitgeres, molt modificada respecte de la seva estructura original, amb afegits de maó. Consta de planta baixa, dos pisos i golfes. A la façana s'obre, a la planta baixa, una gran porta d'accés, de forma rectangular, amb grans dovelles de pedra i escut central, que constitueix l'element més remarcable de l'edifici. Als pisos hi ha finestres rectangulars, disposades de manera irregular. Hi ha un ràfec de fusta, sobresortint, recolzat en pilars de maó. El material de construcció és el paredat.

## Història
Aquesta casa data de principis del segle xvii, d'acord amb la inscripció que apareix a la dovella central de la porta, amb l'any de 1616. Aquesta és l'època d'una més gran activitat constuctiva a l'antic nucli d'Alcover, fruit de les riqueses que alguns alcoverencs foren a Amèrica. Hi ha documentació sobre la propietat de la casa per part de la família Vergonyòs els segles xvii i xviii. L'escut de la llinda porta l'anagrama "IHS", el petit cor gravat va provocar el nom de "Cor de Seba" amb què es va conéixer la família, i que encara perdura, tot i que referit a una altra casa.